# Cerco de Bellegarde
O cerco de Bellegarde começou em 23 de maio de 1793 e terminou em 24 de junho do mesmo ano, quando a guarnição francesa do Coronel Boisbrulé da Primeira República Francesa rendeu o Forte de Bellegarde a um exército do Reino da Espanha sob o comando de Antonio Ricardos Carrillo de Albornoz . A captura do forte deu à Espanha o controle de uma importante estrada através dos Pireneus. O cerco ocorreu durante a Guerra dos Pireneus, parte das Guerras Revolucionárias Francesas. O Forte de Bellegarde fica em uma elevação com vista para a cidade fronteiriça de Le Perthus, que fica na moderna autoestrada A9 e na Autovía A-7.

## Antecedentes
O Rei Luís XIV da França construiu o Forte de Bellegarde após 1678, de acordo com um plano elaborado por Sébastien de Vauban. Esta fortaleza de alvenaria defendia o passo de Perthus, que atravessa os Pireneus a uma altitude de 305 m. O passo é a rota mais importante da Espanha para a França, nos Pireneus Orientais. Como observou Vauban, "Nada domina este lugar", e a fortaleza está situada no ponto mais alto da região.
Quando a Espanha entrou em guerra com a França revolucionária em meados de abril de 1793, o Capitão-General Antonio Ricardos enfrentou um problema estratégico. Com Bellegarde dominando a estrada principal para a França, o comandante espanhol teve que cercar, sitiar e capturar o local antes de poder usar a estrada principal como rota de suprimentos para seu exército invasor. Assim, Ricardos cruzou os Pireneus 20 km a sudoeste com 4.500 soldados e desceu sobre a vila de Saint-Laurent-de-Cerdans. Na primeira escaramuça da Guerra dos Pireneus, os espanhóis expulsaram os 400 defensores franceses. Continuando seu ataque, os 4.400 soldados de Ricardos atacaram uma força francesa na cidade de Céret, no rio Tech. Os franceses, 800 soldados regulares e 1.000 guardas nacionais com 4 canhões, entraram em pânico e fugiram. Entre 100 e 200 franceses foram vítimas de mosquetes e do aço espanhóis, enquanto outros 200 se afogaram ao tentar atravessar o rio Tech. Ricardos relatou apenas 17 homens feridos.  Durante as operações iniciais, o comandante espanhol posicionou um destacamento perto de Bellegarde para impedir que Boisbrulé e sua guarnição atacassem os comboios de suprimentos espanhóis.
Com a tomada de Céret, Ricardos posicionou seu exército quase na retaguarda de Bellegarde. Após receber alguns reforços, avançou mais para nordeste, até as proximidades de Trouillas. Neste local, os 7.000 soldados espanhóis foram confrontados pelo Exército dos Pireneus Orientais liderado pelo General de Divisão Louis-Charles de Flers. Na Batalha de Mas Deu, em 19 de maio, Ricardos derrotou de Flers, com a perda de 150 mortos, 280 feridos, além da captura de três canhões e seis carroças de munição. Os espanhóis perderam 34 mortos e um número desconhecido de feridos. Os soldados franceses, desmoralizados, recuaram para o norte, para a capital do departamento, Perpignan, onde um batalhão da Guarda Nacional se amotinou e teve que ser dissolvido. Em vez de prosseguir, Ricardos voltou para sitiar Bellegarde, que dava para sua principal rota de suprimentos de volta a Barcelona.

## Cerco

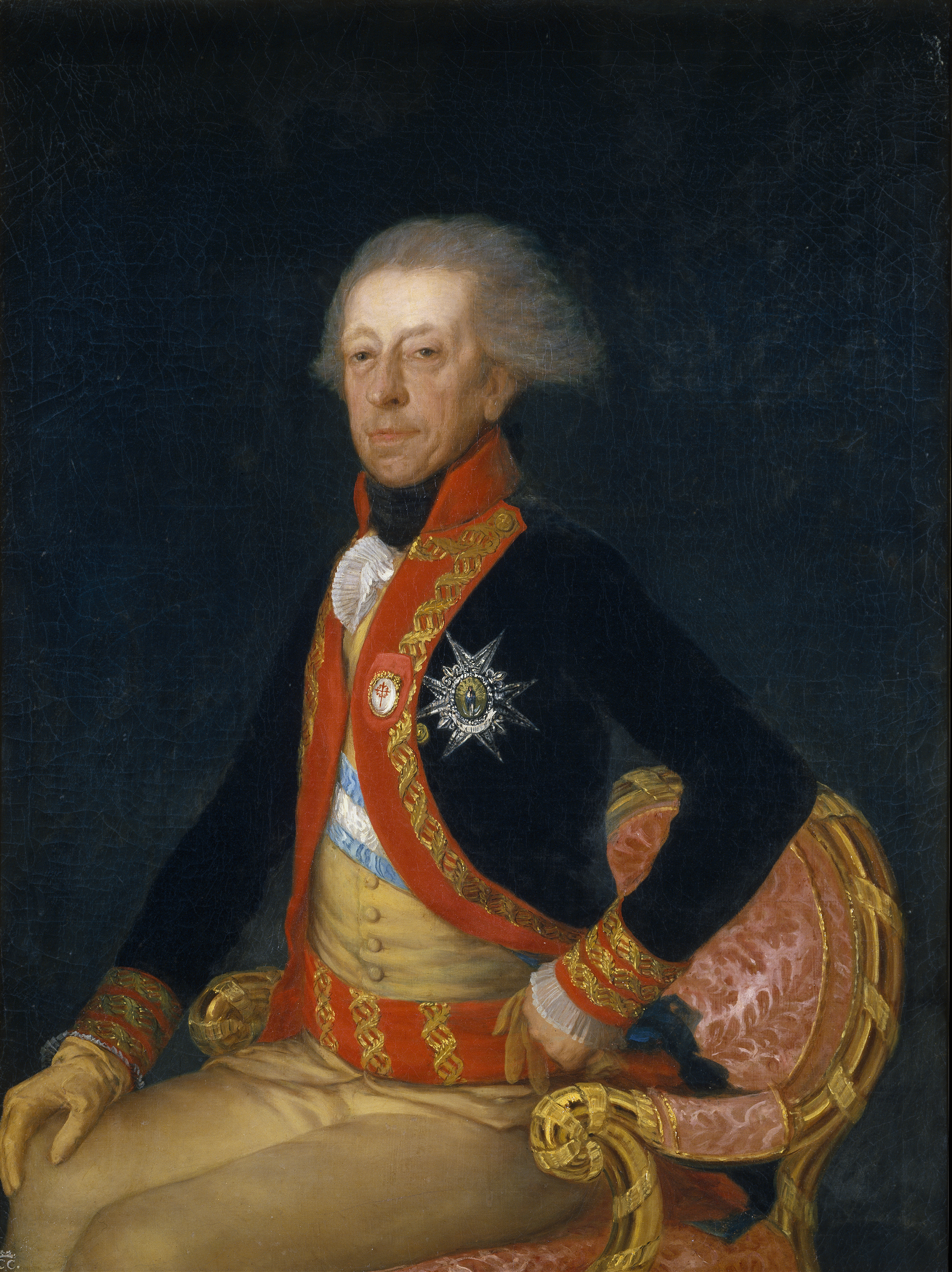
Antonio Ricardos

Simultaneamente ao cerco de Bellegarde, o general espanhol Antonio Ricardos atacou duas fortalezas francesas ao longo do Rio Tech, associadas ao Forte de Bellegarde: o Forte les Bains, em Amélie-les-Bains-Palalda, 16 quilômetros a noroeste, e o Forte de la Garde, em Prats-de-Mollo-la-Preste, 31 quilômetros a oeste. O Forte les Bains foi sitiado em 23 de maio e a guarnição de 350 homens rendeu-se em 3 de junho, após bombardeio. A guarnição de 200 homens do Forte de la Garde rendeu-se em 5 de junho, após o corte do abastecimento de água do forte.
O cerco de Bellegarde e sua guarnição de 1.536 soldados franceses começou em 23 de maio. O poder de fogo da guarnição incluía pelo menos 41 canhões e sete morteiros. Durante várias semanas, os canhões de cerco espanhóis bombardearam o Forte de Bellegarde até que uma brecha foi aberta na muralha principal. Nesse momento, 42 das 50 peças de artilharia francesas estavam desmontadas. Diante da perspectiva de um ataque com suas defesas comprometidas, Boisbrulé rendeu Bellegarde formalmente em 24 de junho. Os soldados restantes da guarnição marcharam para o cativeiro. Durante o cerco de um mês, os franceses sofreram perdas de 30 mortos, 56 feridos e 1.450 capturados. As perdas espanholas são desconhecidas.

## Consequências
Com o Forte de Bellegarde assegurado, o exército espanhol pôde usar o Passo de La Perthus como rota de suprimentos. Ricardos investiu contra a capital do Rossilhão, mas sofreu uma dura repulsa na Batalha de Perpignan em 17 de julho de 1793. Os franceses de De Flers sofreram 800 baixas de um total de 12.000 soldados. Os franceses também perderam um canhão e tiveram 600 deserções. De 15.000 soldados, os espanhóis perderam aproximadamente 1.000 baixas. De Flers usou o mês em que Ricardos reduziu Bellegarde para treinar seus recrutas inexperientes e cercar Perpignan com fortificações de campo. Os franceses derrotaram Ricardos novamente na Batalha de Peyrestortes em 17 de setembro, mas os espanhóis viraram o jogo contra seus oponentes na Batalha de Truillas cinco dias depois.